# 1964年のAFL
1964年のAFLは、1970年にNFLと合併したAFLの5年目のシーズンである。
第5回AFLチャンピオンシップは、バッファロー・ビルズがサンディエゴ・チャージャーズを20対7で破り、チャンピオンに輝いた。

## 概要
AFLは8チームで構成され、2つの地区に分けられ、各チームはホーム・アンド・アウェーで他の7チームと対戦し、計14試合のシーズンを戦った。そして、各地区の1位（同率首位の場合はプレイオフで決定）がチャンピオンシップで戦い、AFLチャンピオンを決定した。

## 順位表
| 東地区                   |    |    |    |      |      |      |
| チーム                   | 勝 | 敗 | 分 | 率   | 得点 | 失点 |
| *バッファロー・ビルズ    | 12 | 2  | 0  | .857 | 400  | 242  |
| ボストン・ペイトリオッツ | 10 | 3  | 1  | .769 | 365  | 297  |
| ニューヨーク・ジェッツ   | 5  | 8  | 1  | .385 | 278  | 315  |
| ヒューストン・オイラーズ | 4  | 10 | 0  | .286 | 310  | 355  |

| 西地区                        |    |    |    |      |      |      |
| チーム                        | 勝 | 敗 | 分 | 率   | 得点 | 失点 |
| *サンディエゴ・チャージャーズ | 8  | 5  | 1  | .615 | 341  | 300  |
| カンザスシティ・チーフス      | 7  | 7  | 0  | .500 | 366  | 306  |
| オークランド・レイダース      | 5  | 7  | 2  | .417 | 303  | 350  |
| デンバー・ブロンコス          | 2  | 11 | 1  | .154 | 240  | 438  |

* — AFLチャンピオンシップゲームに進出

## プレイオフ
- AFLチャンピオンシップ（1964年12月26日、ニューヨーク州バッファロー ウォー・メモリアル・スタジアム）
  - バッファロー・ビルズ 20 - 7 サンディエゴ・チャージャーズ